# David Luiz
David Luiz Moreira Marinho (* 22. dubna 1987 Diadema) je brazilský profesionální fotbalista, který hraje za brazilský klub Clube de Regatas do Flamengo. Hraje primárně na postu středního obránce, ale je schopen nastoupit i na levé straně obrany nebo jako defenzivní záložník.

## Klubová kariéra

### Vitória
S fotbalem začínal v mládežnickém výběru klubu São Paulo FC jako defenzivní záložník a ve věku 14 let se přesunul do klubu Esporte Clube Vitória (dále jen Vitória) poté, co se mu na tomto postu příliš nedařilo. Následně se přesunul na místo středního obránce, kde se dobře adaptoval.
Svůj debut za A tým Vitórie si připsal v roce 2006 a exceloval v utkání brazilského poháru proti Santa Cruz FC (zápas skončil 2:2). Ve své nejhorší sezóně v historii, kdy se Vitória nacházela ve třetí divizi (2006 Campeonato Brasileiro Série C) se jí podařilo nakonec s Luizovou pomocí postoupit do druhé divize (Campeonato Brasileiro Série B).

### Benfica Lisabon
Když se v Brazílii objeví výrazný fotbalový talent, ihned kolem něj krouží agenti z Evropy. Ozvala se Benfica Lisabon a 30. ledna 2007 se mladý Brazilec stěhoval do Portugalska. Debutoval v zápase Poháru UEFA proti Paris Saint-Germain na stadioně Park princů, když nastoupil ve středu obrany se svým krajanem Andersonem jako náhrada za zraněného Luisãa. Benfica prohrála 2:1, ale postoupila do dalšího kola celkovým skóre 4:3.
12. března 2007 sehrál David Luiz svůj první ligový zápas za Benficu proti klubu União Desportiva de Leiria (zápas skončil vítězstvím Benficy 2:0). Luiz byl zprvu v Benfice na půlročním hostování, ale po slibných výkonech si ho na konci sezóny klub podepsal na dalších pět let. 5. srpna skóroval první gól za klub proti Sportingu na přátelském turnaji Torneio do Guadiana. Poté měl několik problémů se zraněním a po návratu nastupoval většinou na levém beku.
11. ledna 2009 vstřelil svůj první oficiální gól v soutěžním utkání proti SC Braga (Benfica tímto gólem vyhrála doma 1:0).
V Lisabonu tušili, že jim v klubu roste velká hvězda, a vše vyvrcholilo sezónou 2009/10, kdy Benfica získala ligový titul i domácí pohár. David Luiz odehrál všech 49 ligových zápasů (dal 3 góly a odehrál 4 206 minut). Během zápasu portugalského poháru v utkání proti Sportingu Luiz otevřel v 8. minutě skóre (Benfica vyhrála venku 4:1).
Tamní fanoušci si ho zamilovali, ale bylo zřejmé, že talentovaný fotbalista bude jednou muset odejít do lepšího klubu. V lednu 2011 o jeho služby projevila eminentní zájem Chelsea FC a po zdánlivém zkolabování vyjednávání se celý přestup dal do pohybu pár hodin před uzavřením přestupového okna. Transfer se zrealizoval včas a David Luiz mohl přestoupit výměnou za 21 milionů liber a Nemanju Matiće.

### Chelsea FC

#### 2010/11
Svůj debut v Premier League si odbyl 6. února 2011, když na hřišti nahradil José Bosingwu během domácí porážky 0:1 s Liverpoolem. O 8 dní později zahájil zápas v základní sestavě v zápase proti Fulhamu na stadionu Craven Cottage (utkání skončilo 0:0). Za své výkony si vysloužil ocenění „Muž zápasu“ („Barclays Man of the Match“), přestože zavinil penaltu v 93. minutě, kterou zlikvidoval Petr Čech.

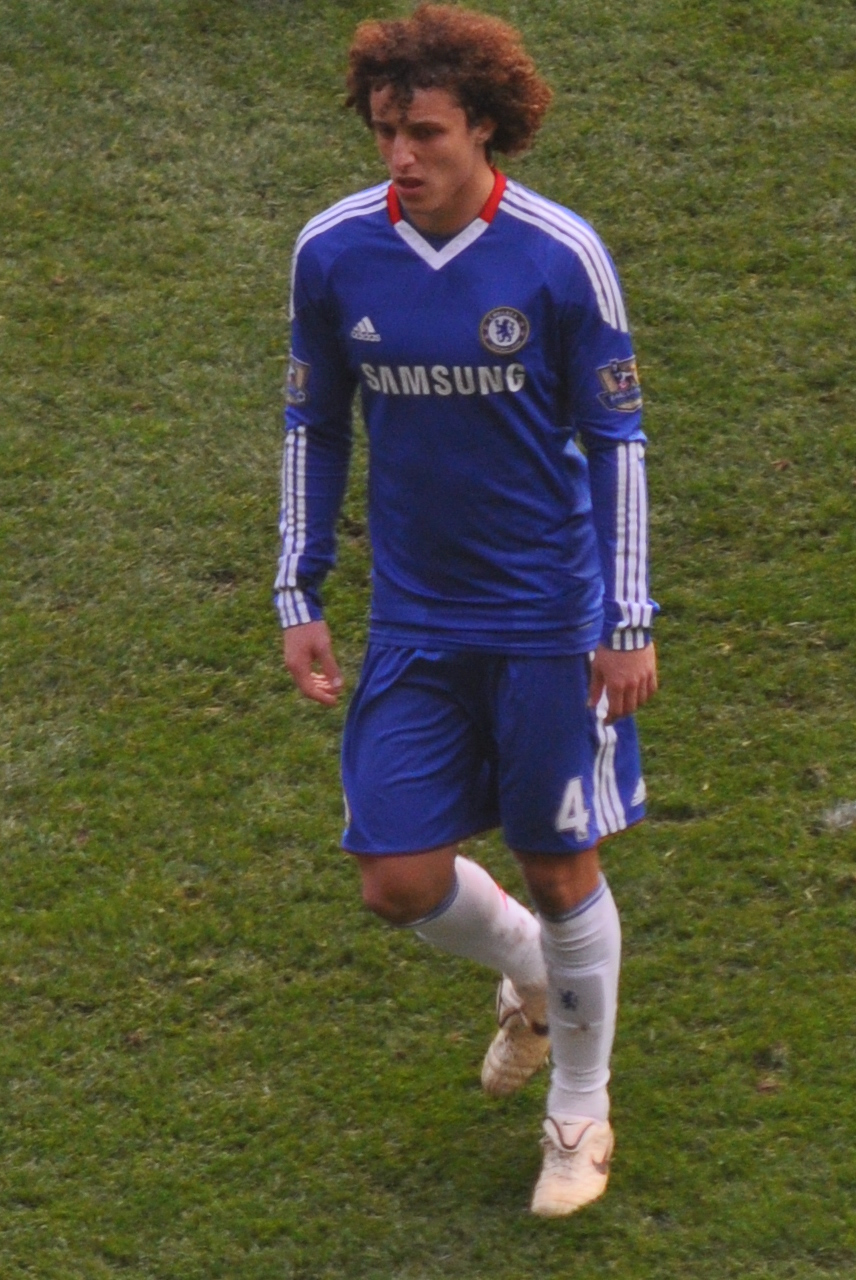
David Luiz v dresu Chelsea FC v roce 2011.

1. března vstřelil David Luiz svůj první gól v dresu Chelsea, když v domácím utkání proti Manchesteru United vyrovnával na 1:1 (zápas Chelsea vyhrála 2:1 gólem Franka Lamparda z pokutového kopu v 80. minutě). 20. března skóroval Luiz podruhé proti Manchesteru City (domácí výhra Chelsea 2:0) a opět obdržel ocenění „Muž zápasu“ stejně jako „Hráč měsíce března 2011“.

#### 2011/12
David Luiz chyběl první tři zápasy sezóny 2011/12 pro zranění kolena. Vrátil se do týmu 13. září v zápase základní skupiny Ligy mistrů proti Bayeru Leverkusen a hned vstřelil první gól svého mužstva v 67. minutě (domácí zápas Chelsea vyhrála 2:0). Ve svém druhém zápase po zranění v anglickém ligovém poháru proti Fulhamu (skončil 0:0 po 120 minutách) proměnil svůj pokus v penaltovém rozstřelu a Chelsea zaznamenala vítězství (pokutové kopy skončily 4:3 v její prospěch).
5. února 2012 v domácím ligovém zápase proti Manchesteru United zvyšoval v 50. minutě David Luiz už na 3:0, zápas přesto skončil remízou 3:3. 25. února střílí Luiz úvodní gól proti Boltonu Wanderers (konečný výsledek 3:0 pro Chelsea na Stamford Bridge).
14. března 2012 Chelsea čelila doma italskému týmu SSC Neapol v osmifinále Ligy mistrů a musela dohánět dvougólové manko ze stadionu San Paolo (Neapol vyhrála doma 3:1), David Luiz se podílel na úchvatném představení (Chelsea vyhrála 4:1 po prodloužení a postoupila do čtvrtfinále) a získal ocenění UEFA „Muž zápasu“.
V semifinále FA Cupu proti Tottenhamu Hotspur opouštěl brazilský hráč hřiště kvůli svalovému zranění a chyběl v obou zápasech semifinále LM proti FC Barcelona a finále domácího poháru, nicméně ve finále Ligy mistrů proti Bayernu Mnichov již hrál a podílel se na historickém vítězství Chelsea (v 86. minutě dostal žlutou kartu, pak proměnil svůj pokus v penaltovém rozstřelu, Chelsea jej vyhrála 4:3).

#### 2012/13
31. srpna 2012 nastoupil v Monaku v základní sestavě Chelsea k utkání o evropský Superpohár proti španělskému Atléticu Madrid, v němž se střetávají vítěz Ligy mistrů (tehdy Chelsea FC) a Evropské ligy (tehdy Atlético Madrid). Luiz odehrál celý zápas, ale porážce 1:4 se svými spoluhráči zabránit nedokázal.
Dne 27. října 2012 si David Luiz dal vlastní gól v domácím ligovém utkání (9. kolo) proti Manchesteru United (prohra Chelsea 2:3), když Robin van Persie orazítkoval tvrdou střelou tyč a míč se následně odrazil od Luizových zad přímo do odkryté brány. Rozhodčí přísně udělili dvě červené karty, obránci Branislavu Ivanovićovi a útočníkovi Fernandu Torresovi. Navíc uznali rozdílový gól z ofsajdu, který vstřelil Javier Hernández Balcázar. Chelsea tak poprvé prohrála v sezoně 2012/13 v lize.
Duel Chelsea-Manchester United se vzápětí opakoval 31. října, tyto týmy se potkaly v zápase anglického ligového poháru (Capital One Cup), kde Chelsea v atraktivním utkání Manchesteru prohru oplatila, i když dlouhou dobu pouze dotahovala soupeře. Kvůli chybě Petra Čecha se před bránou ocitl veterán Manchesteru Ryan Giggs, jenž střelou k tyči otevřel skóre. Poté byl faulován ve vápně útočník Moses, kterého skopl talentovaný obránce Büttner. K penaltě si stoupl právě David Luiz a střelou k tyči vyrovnal na 1:1. Byla to jeho druhá trefa v roce a sedmá v dresu Chelsea. Následně ale Luiz špatně vyvezl míč a Hernandez trestal na 1:2. Zápas dospěl do prodloužení, v němž Luiz nastřelil z přímého kopu břevno. Utkání skončilo výhrou Chelsea 5:4, která se po vyřazení Manchesteru United ve čtvrtfinále utkala s Leedsem United.
Ve třetí minutě nastaveného času prvního zápasu semifinále Evropské ligy 26. dubna 2013 proti domácímu celku FC Basilej vstřelil gól z přímého kopu, čímž rozhodl o výhře Chelsea 2:1 a dobré pozici pro domácí odvetu. V odvetném utkání 2. května znovu nastoupil v základní sestavě a zaskvěl se nádhernou trefou ze 30 metrů přímo do horního rohu branky. Chelsea vyhrála 3:1 a postoupila do finále Evropské ligy proti Benfice Lisabon. 15. května 2013 slavil se spoluhráči titul v Evropské lize po vítězství 2:1 ve finále nad Benficou Lisabon.

#### 2013/14
V této sezoně bojoval s Chelsea do posledního kola o titul v Premier League, což se nakonec nezdařilo. V Lize mistrů vypadl s týmem v semifinále proti Atléticu Madrid.

### Paris Saint-Germain

#### 2014/15

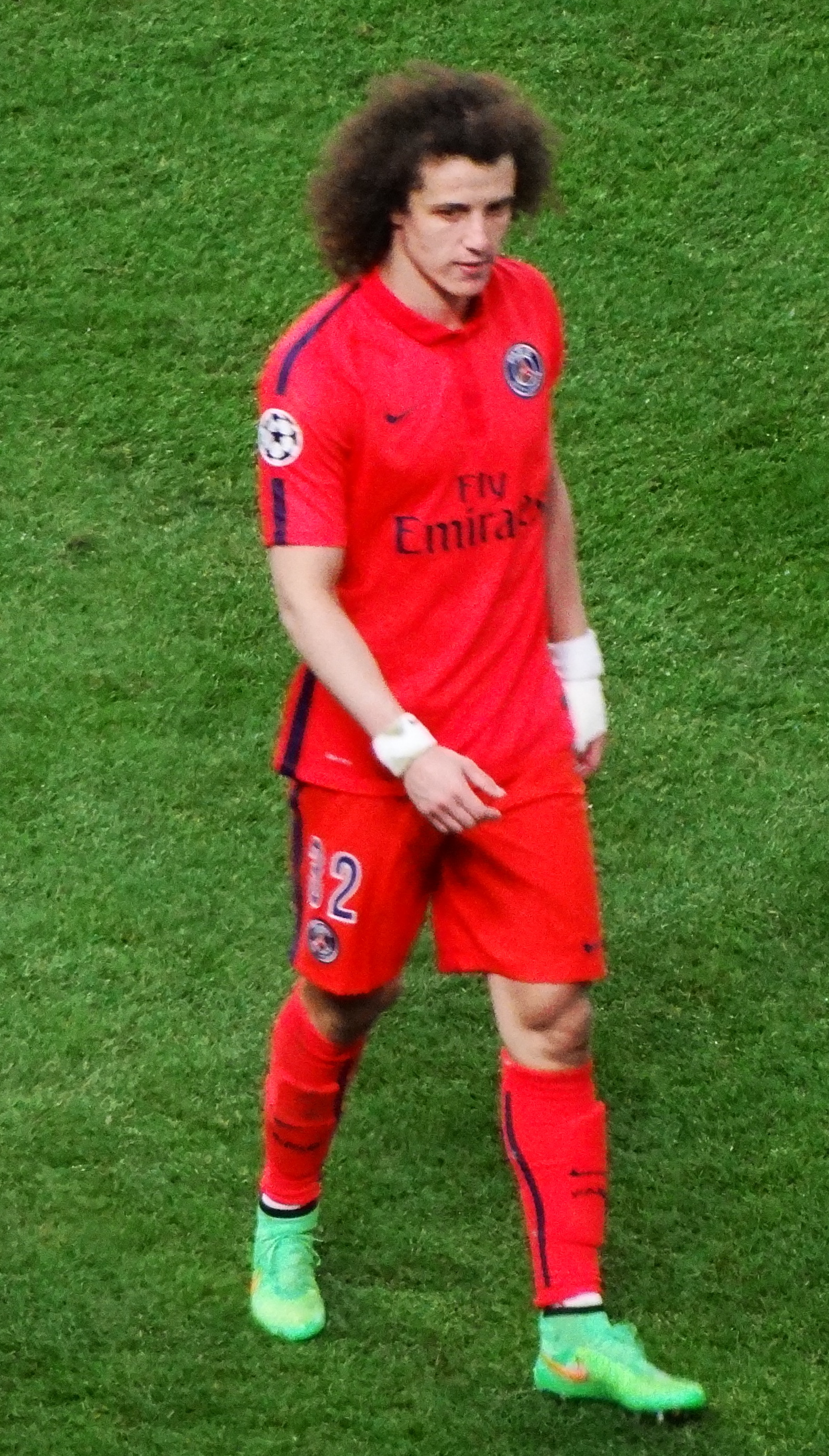
David Luiz na Stamford Bridge během zápasu proti Chelsea, 11. března 2015

V květnu 2014 oznámil francouzský klub Paris Saint-Germain, že se dohodl s Chelsea na hráčově příchodu během nadcházejícího letního přestupového okna. A zároveň se stal nejdražším obráncem v historii.  S PSG nastoupil v osmifinále Ligy mistrů UEFA 2014/15 proti svému bývalému klubu Chelsea. První zápas na Parc des Princes skončil remízou 1:1. Ve druhém zápase na Stamford Bridge PSG prohrávalo 0:1 a Davidovi se v 86. minutě povedlo skóre vyrovnat a zápas poslat do prodloužení. To skončilo 2:2 a díky pravidlu venkovního gólu postoupilo PSG. Přestože před zápasem David Luiz říkal, že by případný gól proti Chelsea neslavil, tak nakonec gól slavil. V této sezóně David s klubem vyhrál francouzskou ligu, Coupe de la Ligue, francouzský fotbalový pohár a francouzský fotbalový superpohár.

#### 2015/16
V další sezóně se PSG opět setkalo v osmifinále Ligy mistrů UEFA s Chelsea. Oba zápasy PSG vyhrálo 2:1 a zajistilo si tak postup do další fáze. V dalším kole PSG narazilo na jiný anglický tým, tentokrát se jednalo o Manchester City. Po dvou zápasech bylo skóre 3:2 ve prospěch Manchesteru City a PSG z Ligy mistrů vypadlo. Druhého zápasu na půdě Manchesteru se David kvůli trestu za žluté karty nezúčastnil.

Přesto byla sezóna pro Davida i pro klub úspěšná. PSG vyhrálo ligu po rekordních třiceti zápasech a obhájilo vítězství v Coupe de la Ligue, francouzském fotbalovém poháru a superpoháru.

### Chelsea (návrat)

#### 2016/17
31. srpna 2016, na deadline day letních transferů, se Chelsea a Paris Saint-Germain dohodly na přestupu Davida zpět do londýnského klubu. Cena přestupu se podle médií pohybovala okolo 30 milionů liber. Svůj debut ve svém druhém působení si odbyl 16. září proti Liverpoolu. I přesto, že byl jedním z nejlepších hráčů Chelsea na hřišti nedokázal zabránit prohře 1:2.

## Reprezentační kariéra

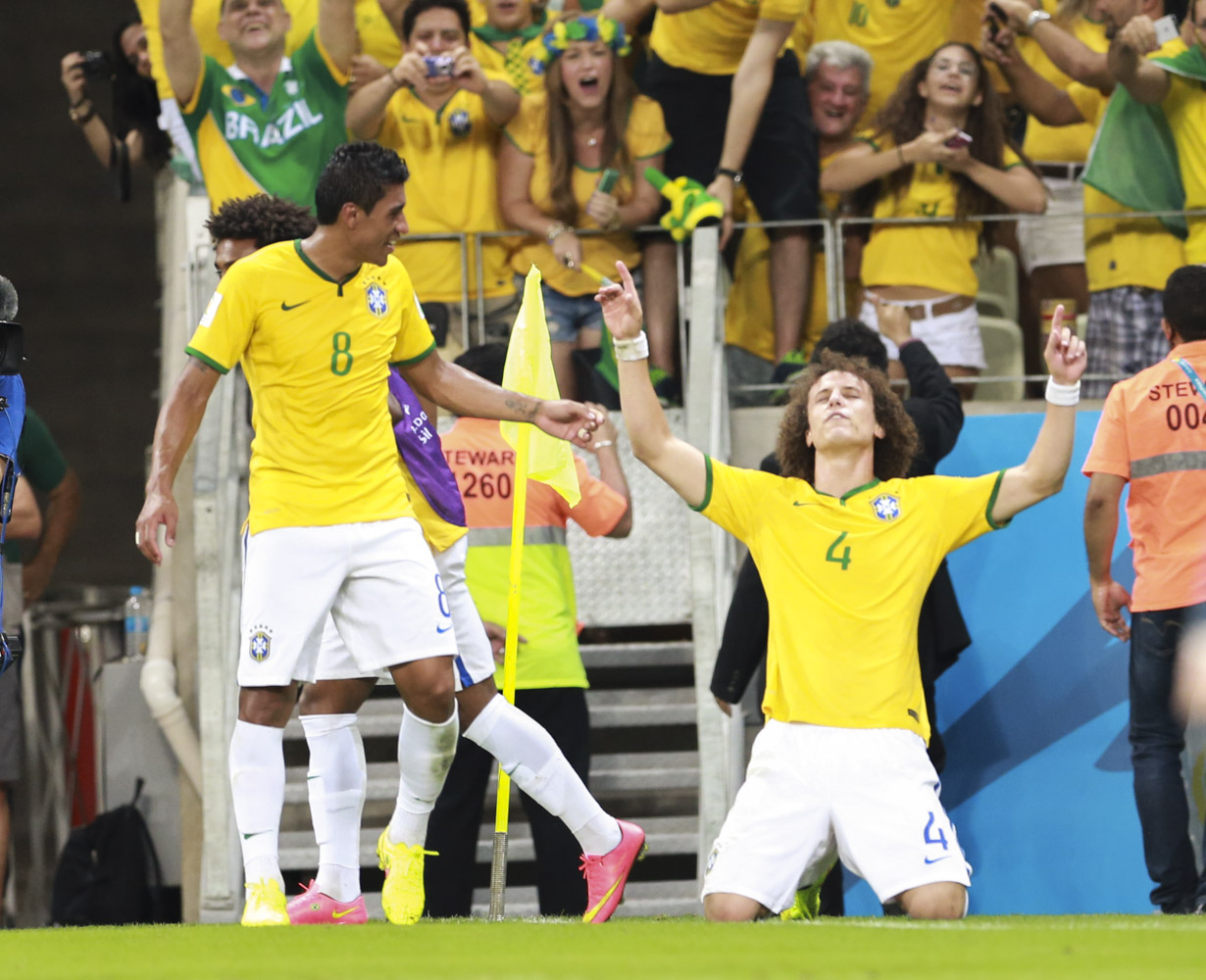
David Luiz (vpravo) slaví gól na MS 2014

David Luiz hrál s Brazílií na MS hráčů do 20 let v r. 2007, tým byl vyřazen Španělskem v osmifinále výsledkem 4:2.
Poté, co národní tým Brazílie převzal po Dungovi nový trenér Mano Menezes, povolal Davida Luize pro MS Jižní Ameriky v r. 2011, nicméně ten kvůli zranění neodehrál ani jeden zápas. V říjnovém přátelském utkání s Mexikem (2011) si Luiz vstřelil vlastní gól, Brazílie vývoj zápasu otočila a vyhrála 2:1.
Zúčastnil se Konfederačního poháru FIFA 2013 v Brazílii, kde brazilský tým získal zlaté medaile po vítězství 3:0 ve finále nad Španělskem.
Trenér Luiz Felipe Scolari jej vzal na domácí Mistrovství světa 2014 v Brazílii. Luiz se nachomýtl k důležitému úvodnímu gólu v osmifinále proti Chile, které Brazílie vyhrála až v penaltovém rozstřelu. Ve čtvrtfinále proti Kolumbii se trefil z cca 30 metrů z přímého kopu, míč zapadl přesně do horního růžku brány. Šlo o vítězný gól, zápas skončil výhrou Brazilců 2:1. V semifinále proti Německu měl být místo vykartovaného Thaga Silvy pilířem obrany, ale selhal a byl u historického brazilského debaklu 1:7. V prvním poločase chaotická brazilská obrana dovolila Němcům pětkrát skórovat. Brazilci obsadili konečné čtvrté místo a zůstali bez medaile.
David Luiz se nebude účastnit nadcházejícího Mistrovství světa 2018 v Rusku.
David Luiz má také portugalské občanství, který získal během svého působení v Benfice. Portugalsko chtělo, aby reprezentoval jejich národní tým, ale místo toho se rozhodl hrát za rodnou Brazílii.

## Individuální úspěchy
- Portugalská liga: fotbalista roku 2010
- Benfica Lisabon: hráč s největším zlepšením v roce 2007 (Breakthrough Player of the Year 2007)
- Premier League: hráč měsíce - březen 2011 [9]
- Professional Footballers' Association Fans: hráč měsíce - březen 2011
- Tým roku Ligue 1 podle UNFP – 2014/15,[40] 2015/16[41]
- Tým roku Premier League podle PFA – 2016/17[42]
- Světová jedenáctka FIFA FIFPro – 2014[43]